# Румеликавагъ
Румеликавагъ (на турски: Rumelikavağı), известен също като Румели Кавагъ (на турски: Rumeli Kavağı), е квартал в район Саръйер във вилает Истанбул, Турция. „Румели“ е турското име на Тракия, а „Кавак“ означава „контролен пост“ на османски турски, отнасяйки се до стратегическото положение на местоположението на Босфора. Фериботният кей, който е центърът на квартала, е на 41°10′54″N 29°04′30″E.
Преди това е било малко рибарско селище. През 17-ти век е построен замък, за да спре казашките морски нападения от Черно море. През 1877 г., по време на Руско-турската война (1877-1878 г.), част от преселниците от окупираните от Русия провинции се заселват в Румеликавагъ. До 60-те години на миналия век по-голямата част от Румеликавагъ е била зона с ограничен достъп от военните.
В Румеликавагъ има много интересни места, като руини на средновековни замъци, джамии, църкви, фонтани, хамами и др. Мостът Явуз Султан Селим над Босфора е на север от квартала.